# Instituto Histórico e Geográfico do Piauí
O Instituto Histórico e Geográfico do Piauí é uma entidade de fins  da cultura histórica e geográfica com sede e foro em Teresina, capital do Piauí.

## História
Fundado em 23 de junho de 1918 com a denominação de Instituto Histórico e Geográfico Piauhyense, posteriormente rebatizado para Instituto Histórico e Geográfico do Piauí, reconhecido de utilidade pública pelo poder público por meio legal da Lei estadual nº 1.001, de 4 de junho de 1921. Um dos membros mais recentes é o bispo Dom Juarez Sousa da Silva, bispo da Diocese de Parnaíba.

## Ordem Conselheiro Saraiva
A ordem honorífica do IHGP é a Ordem Conselheiro Saraiva, com estatutos próprios baixados pela diretoria, ad referendum da assembleia geral do instituto.

## Publicação

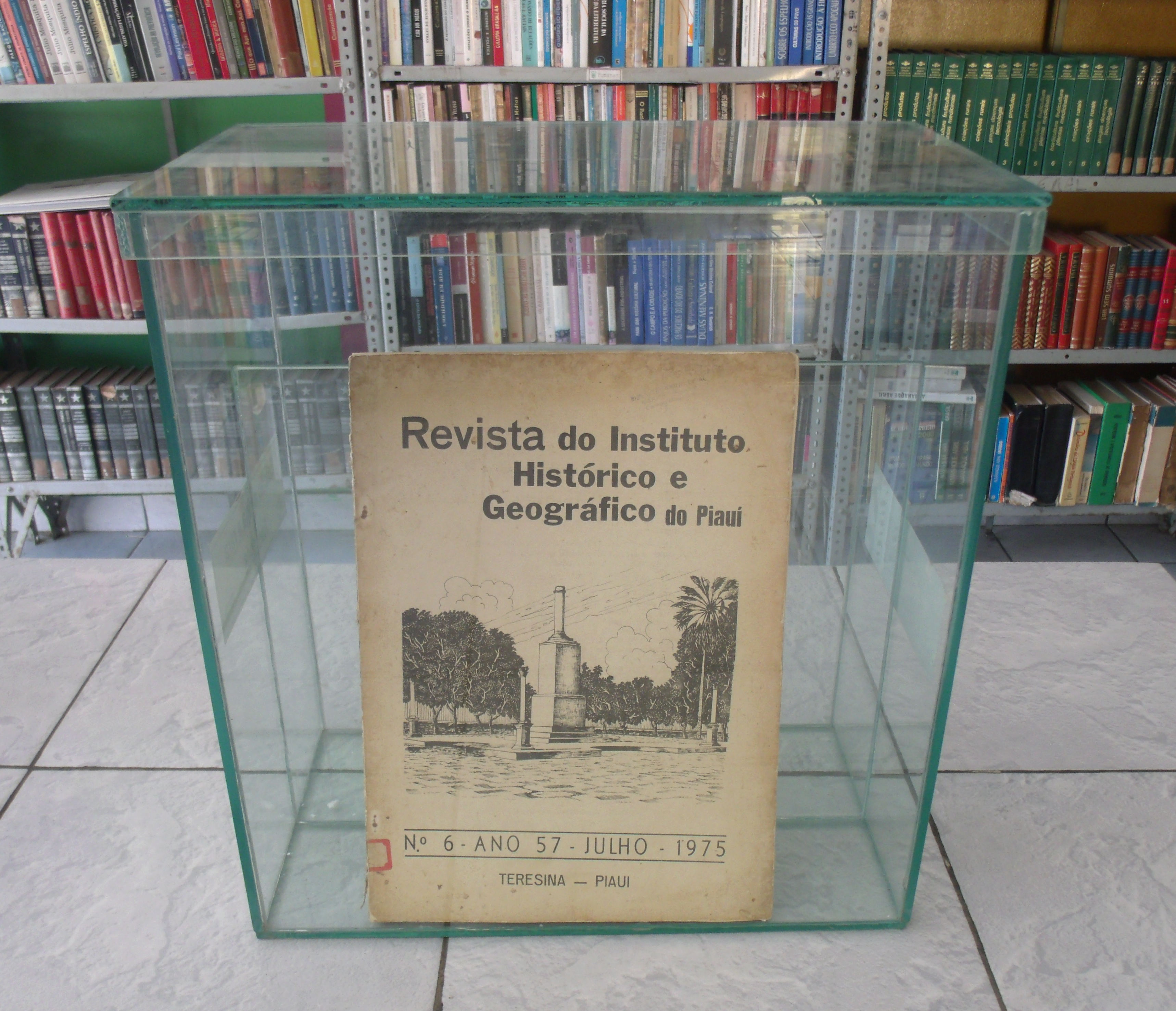
Exposição da edição de junho de 1975 da Revista do Instituto Histórico e Geográfico do Piauí na biblioteca pública de Campo Maior.

Desde a fundação edita, com grandes espaços de tempo, a Revista do Instituto Histórico e Geográfico do Piauí de linha editorial de caráter histórico e geográfico. De acordo como o Jornal Meio Norte em 2018 a instituição lançou a edição nº 7, ano XCIX, referente ao ano de 2017, e o presidente do conselho editorial foi o historiador Reginaldo Miranda da Silva.